# Rachid Kassim
Rachid Kassim (* 1987 in Roanne, Frankreich; † 10. Februar 2017 in der Nähe von Mossul, Irak) war ein französischer Dschihadist. Der ehemalige Jugendbetreuer und Rapper galt als eine Art „Posterboy“ des Dschihadismus der dritten Generation. Für mehrere ab 2016 geplante und teilweise auch durchgeführte Terroranschläge, wie zum Beispiel den Terroranschlag in Magnanville und den Anschlag in Saint-Étienne-du-Rouvray, wird er als Drahtzieher angesehen. Mit seinem großen Netzwerk radikalisierter Jugendlicher in Frankreich, das er aus der Levante über soziale Netzwerke steuerte, war er einer der meistgesuchten mutmaßlichen IS-Terroristen. Kassim wurde nach Angaben des US-Verteidigungsministeriums mit einer Kampfdrohne getötet.

## Leben

### Kindheit

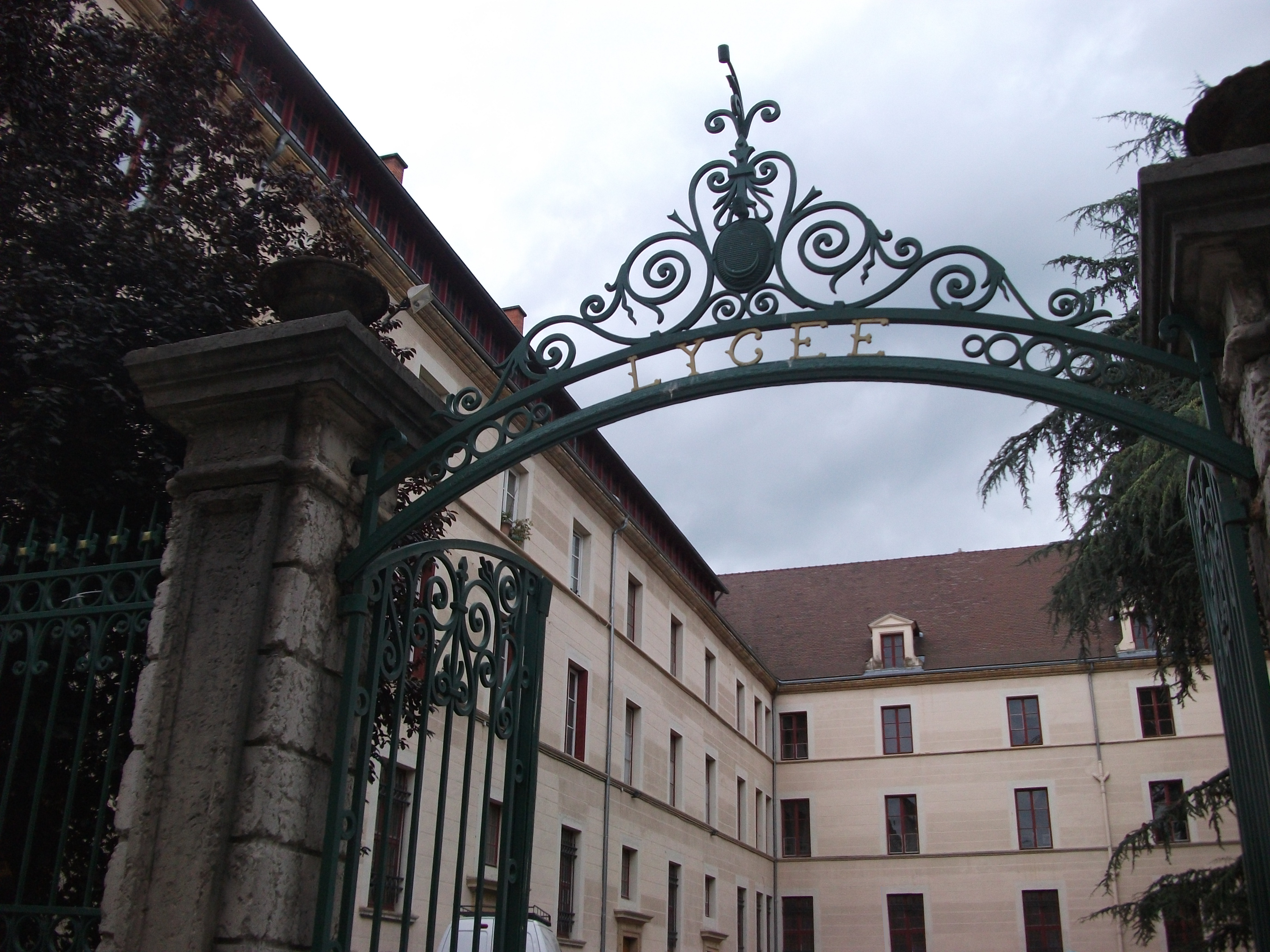
Kassim ging im „Lycée Jean Puy“ im Zentrum von Roanne zur Schule, bevor er sich radikalisierte.

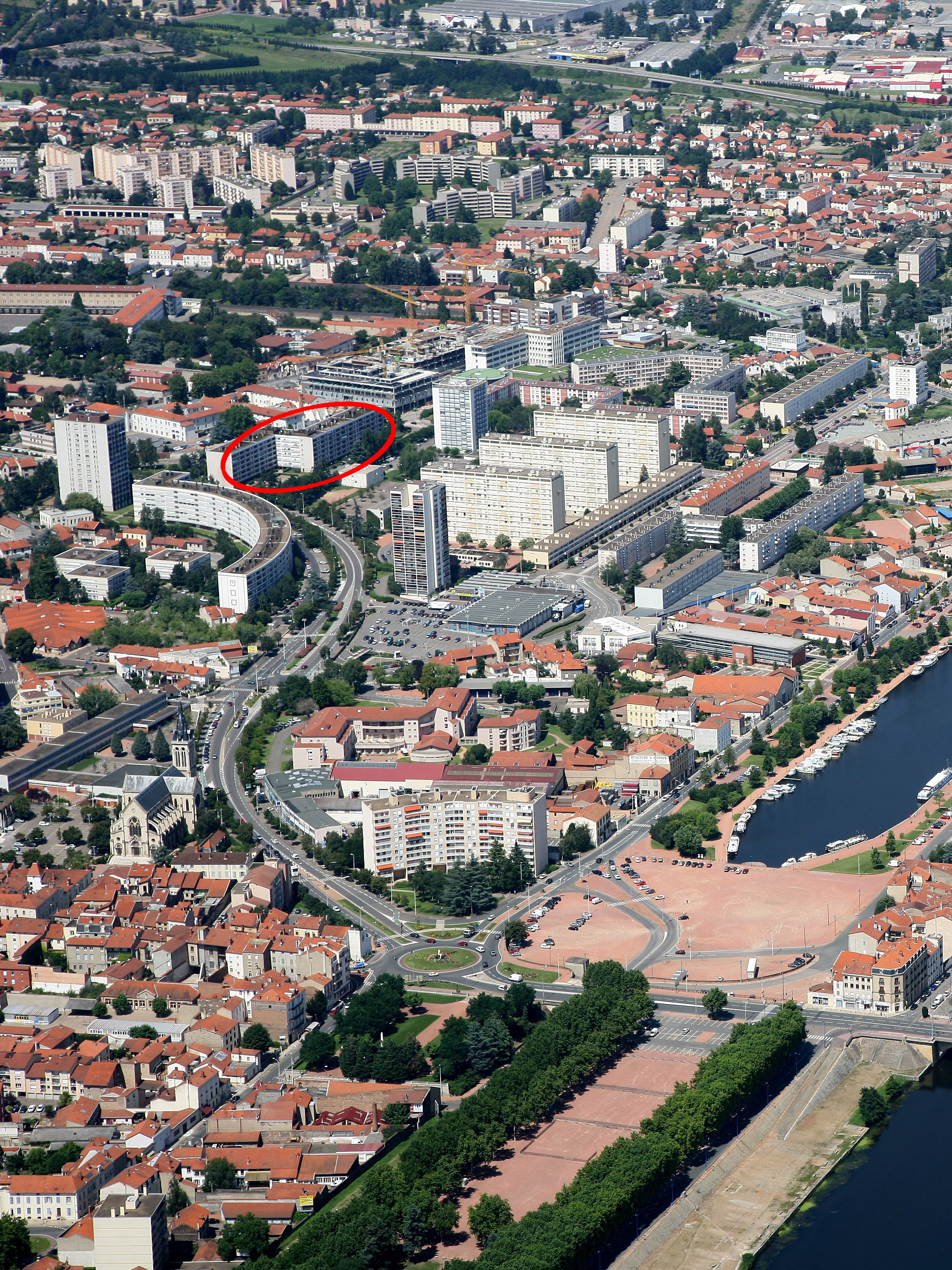
Luftbild von Roanne: Kassim lebte bis zu seinem Weggang in die Levante in dem markierten Sozialwohnungsbau etwas oberhalb der Bildmitte.

Rachid Kassim war der Sohn eines jemenitischen Vaters und einer algerischen Mutter. Beide waren zwar Muslime, Religion nahm aber keinen wichtigen Platz in ihrem Leben ein. Als Kassim fünf Jahre alt war, ließen seine Eltern sich scheiden. Sein Vater lebte anschließend mit einer nicht-muslimischen Französin zusammen, seine Mutter zog gemeinsam mit einem Mann, mit dem sie drei weitere Kinder (Zwillingsmädchen und einen Jungen) bekam, ins algerische Oran. Dort blieben sie, bis Kassim neun Jahre alt war, und kehrten dann im Rahmen einer Familienzusammenführung wieder nach Roanne zurück. Während seiner Schulzeit am Collège Albert-Thomas und am Lycée Jean Puy galt Kassim als gutmütiger und einsamer Junge. Er zeigte in der Schule keinerlei besonderes Interesse an Religion, stattdessen begeisterte er sich für Bildung und nahm an Förderkursen teil. Eine erneute Trennung seiner Mutter im Jahr 2000 soll ihn sehr getroffen haben, seither fiel der Teenager immer wieder auf, ohne dass allerdings Gesetzesverstöße aus dieser Phase bekannt wären.

### Radikalisierung
Um 2010 begann Kassim in Roanne mit Auftritten als Rapper zu politisieren, unter dem Pseudonym „L’oranais“ veröffentlichte er 2011 ohne kommerziellen Erfolg sein Rap-Album Première Arme (deutsch: „Erste Waffe“), dessen Cover ein Krummschwert zierte. Oranais bezeichnet in Frankreich üblicherweise ein mit Aprikosen belegtes Croissant, Kassim bezog sich damit aber auf die Bürger von Oran, Algeriens zweitgrößter Stadt. In dem Stück „Ich bin Terrorist“ hieß es: „Ich wollte Arzt werden, von nun an strebe ich danach, Märtyrer zu werden“ sowie „Ich bin ein Terrorist, weil sich mir die Körper meines Volkes eingeprägt haben. Ihr verurteilt mich, aber eure Soldaten terrorisieren mich“. Eine andere Textstelle lautet: „Ja zur Enthauptung, ich bekenne mich schuldig“, eine weitere „Salām Aleycoum Osama bin Laden, ich bin Big Bens Albtraum“. Um 2012 bekam Kassim mit einer aus einer bürgerlichen Familie in der Region stammenden, einige Jahre jüngeren Frau zusammen eine Tochter. Die Frau, eine Konvertitin, die nach Aussagen von Nachbarn „den Hidschāb mit der Begeisterung kürzlich bekehrter Mädchen“ trug, brach ihr Pflegefachstudium ab, um sich dem Kind zu widmen.
Französische Medien gehen davon aus, dass Kassim über soziale Netzwerke und während eines Besuchs in Algerien 2011 radikalisiert wurde, was er aber selbst bestritt. Als sein Mentor und Rekrutierer wird Julien B. aus dem rund 40 km entfernten Tarare, der sich seit seiner Konversion 1995 als Achtzehnjähriger Abdelsalem nannte, angesehen. Rund zehn Jahre später hatte sich der Sohn einer Lehrerin und eines Psychologen radikalisiert; wegen seines Proselytismus-Takfīr war er aus der Moschee von Tarare ausgeschlossen worden und wandte sich dann einer Moschee in Roanne zu.
Kassim lebte zuletzt im Roanner Stadtteil Bourgogne in der 1969 von Jean Dubuisson erbauten, aber gerade erst komplett modernisierten Sozialwohnungsanlage „Le Méditerranée“. Mit einem der deutschen JuLeiCa vergleichbaren „BAFA“-Zertifikat als Qualifikation war er seit Mai 2010 im städtischen Sozialzentrum Moulin à vent als Jugendbetreuer angestellt. Grundlage war ein „Contrat Unique d’Insertion“ (CUI), der Einstellungen von Personen mit Schwierigkeiten auf dem Arbeitsmarkt erleichtern soll. Als er erste Anzeichen von Radikalisierung zeigte, sich zum Beispiel weigerte, Frauen die Hand zu reichen, und einen eigenen Gebetsraum verlangte, wurde sein Vertrag nicht mehr verlängert. Auch von der Moschee An-Nour in Roanne wurde er verwiesen; Abdennour Bentoumi, der Verantwortliche für die Moschee, gab an, Kassim habe versucht Jugendliche anzuwerben, indem er von Paradies und Dschihad sprach.
Bis 2015 verbreitete Kassim über das mittlerweile nicht mehr existente Facebook-Profil Ibn Qassim Propaganda des Islamischen Staats (IS). Gemäß Paris Match und eigenen Angaben reiste Kassim 2015, nach anderen Quellen auch bereits Ende 2012, mit seiner Frau und seiner Tochter über Sizilien, Griechenland und die Türkei nach Syrien aus, um sich dem IS und seinem Dschihadismus anzuschließen. Ende 2015 betrieb er unter dem Namen „Nicole Ambrosia“ eine Facebook-Seite. Bevor auch diese Seite geschlossen wurde, stand er hierüber mit 44 „Freunden“ in Kontakt, unter ihnen Gymnasiasten aus seiner Heimatstadt. Anschließend trat er den Erkenntnissen französischer Ermittler zufolge über den Instant-Messaging-Dienst Telegram mit radikalisierten französischen Heranwachsenden in Kontakt. Mit zwischen 200 und 300 Kontakten in Frankreich soll er so in Verbindung gestanden haben, um sie zu Anschlägen in seiner Heimat zu motivieren. Sein Kanal „Sabre de Lumière“ („Säbel des Lichts“) auf Telegram verfügte zeitweise über 325 Abonnenten. In Abständen von einigen Wochen publizierte Kassim dort Listen und Grafiken zu „gezielten Attacken“, verbunden mit Aufrufen zu Anschlägen auf religiöse Gelehrte, Rapper und Musiker, Journalisten wie auch Polizisten und Militärpersonal.

### IS-Terrorismus

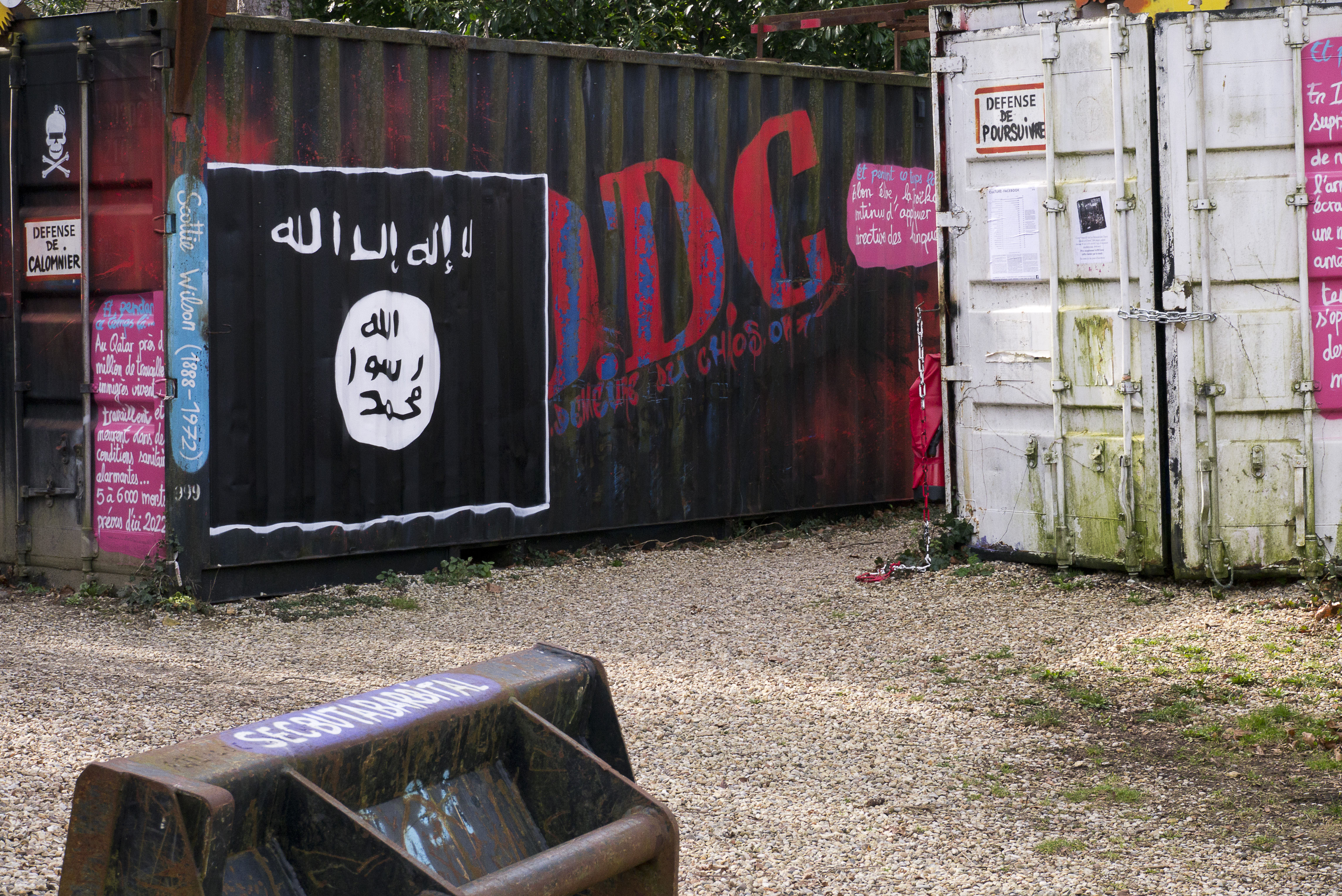
Um 2010 begann sich Kassim zu radikalisieren und Propaganda für die Terrororganisation IS zu betreiben. (Foto: Schwarzes Banner, Aufnahme aus dem März 2015 aus Saint-Romain-au-Mont-d’Or bei Roanne, direkter Zusammenhang mit Kassim nicht nachgewiesen)

Zum ersten Mal öffentlich in Erscheinung trat Kassim sechs Tage nach dem Anschlag in Nizza am 14. Juli 2016. In einem in der Provinz Ninawa aufgenommenen siebenminütigen IS-Propagandavideo beglückwünschte er in IS-Uniform den Attentäter und beschimpfte François Hollande, um dann vor laufender Kamera zwei angeblichen Spionen mit einem Messer die Kehle durchzuschneiden und brüllend mit dem blutüberströmten, vom Torso des Opfers abgetrennten Schädel vor der Kamera herumzuhüpfen. Seitdem wurde sein Name immer wieder genannt. Medien beschrieben Kassim als Drahtzieher und Indoktrinator, der junge Franzosen und Französinnen radikalisierte und zu Attentaten wie beispielsweise dem Terroranschlag in Magnanville, dem Anschlag in Saint-Étienne-du-Rouvray, einem gescheiterten Gasflaschen-Attentat am 4. September 2016 in der Nähe der Kathedrale Notre-Dame de Paris sowie einem verhinderten Anschlag am 8. September auf den Bahnhof Paris Gare de Lyon antrieb.
Auf seinem Kanal unterschied Kassim zwei Aktionsarten: „gezielte Angriffe“ auf bestimmte Personen und „Massenangriffe“. Für beide empfahl er die Verwendung einfacher Mittel: Küchenmesser, Lastwagen oder Gasflaschen, Empfehlungen, die in Magnanville, Nizza und am Louvre exakt umgesetzt wurden. Nach dem Attentat von Saint-Étienne-du-Rouvray übernahm Kassim zusätzlich den Telegram-Kanal des Täters. Verfassungsschutzpräsident Hans-Georg Maaßen kommentierte die IS-Strategie mit den Worten: „Diese Attentäter werden virtuell aus dem Ausland über Instant Messaging ferngesteuert.“
Ab Herbst 2016 wurde eine Vielzahl von Personen in Frankreich mit Bezug auf Antiterrorgesetze verhaftet, die die Polizei dem Netzwerk von Kassim zuordnete. Eine erhebliche Anzahl der Verhafteten waren Jugendliche oder junge Erwachsene, darunter zahlreiche Konvertiten: Zu dem Personenkreis zählten mindestens acht minderjährige Mädchen und fünf minderjährige Jungen sowie fünf junge Frauen im Alter zwischen 18 und 23 Jahren und drei junge Männer zwischen 18 und 21 Jahren. Nicht mitgezählt und im Folgenden aufgeführt sind der 25-jährige Attentäter von Magnanville und die beiden 19-jährigen Attentäter von St-Étienne-du-Rouvray, die alle selbst bei ihren Anschlägen starben.
- Am 8. und 10. August wurden ein 16-jähriges Mädchen in Melun und die 18-jährige Janna C. in Clermont-Ferrand festgenommen.[28]
- Am 8. September 2016 wurden in Boussy-Saint-Antoine die 19-jährige Inès M., die 23-jährige Sarah H. und die 39-jährige Amel S., alle drei auch Bekannte von Amedy Coulibaly, sowie bereits am 6. September an einer Autobahnraststätte im Département Vaucluse die 29-jährige Ornella G. wegen der an Notre Dame und am Gare de Lyon geplanten Anschläge festgenommen;[29] am 13. Dezember 2016 wurde im Haus ihrer Eltern in Mantes-la-Jolie auch die 23-jährige Samia C. wegen Beteiligung hieran verhaftet.[30] Sarah H. wollte Larossi Abballa heiraten, nach dessen Tod versprach sie Adel Kermiche die Ehe.[31]
- Am 8., 10. und 14. September 2016 wurden drei fünfzehnjährige Schüler durch die DGSI in Paris (Reuilly und Ménilmontant) und Rueil-Malmaison wegen geplanter Anschläge verhaftet.[32]
- Am 10. und 13. September 2016 wurden die 17-jährige E. und die 19-jährige S. aus Nizza verhaftet. Mit einem Video eines syrischen Waisenkinds, dessen Eltern Opfer französischer Bombenangriffe wurden, war eines der Mädchen, das Suizidgedanken hatte, wiederholt von Kassim dazu gedrängt worden, ein Attentat zu begehen. Ihr gelang es aber, seinem Druck zu widerstehen, da sie spürte, manipuliert zu werden.[33]
- Am 12. September wurde in Besançon der 20-jährige aus Tahiti stammende Raïme A. verhaftet, er gestand, ein Attentat in Paris beabsichtigt zu haben.[34]
- Am 16. September wurden zwei weitere Konvertiten verhaftet: Der 39-jährige Julien B. (aka Abdelsalam) aus Dole, der in Roanne als Kassims Mentor und „Personalvermittler Nr. 1“ des IS gegolten hatte,[1] sowie der 29-jährige Jérémie C. aus Roanne, den Kassim via Telegram zu Mordanschlägen motivieren versucht habe.[35]
- Am 30. September wurden ein 15-jähriger Schüler im Haus seiner Eltern in Domont sowie ein 18-Jähriger in Clichy wegen des Verdachts der Vorbereitung eines Attentats inhaftiert.[36]
- Am 10. Oktober wurden ein 21-jähriger Mann und seine 17-jährige schwangere Freundin in Noisy-le-Sec bei Paris wegen Terrorverdacht verhaftet.[37]
- Am 15. November wurde der 17-jährige aus Belgien stammende HM, der unter dem Pseudonym „Abu Omar“ auf Telegram aktiv war, in seinem Haus in Rennes verhaftet. Er fungierte als Vermittler zwischen Kassim und radikalisierten Jugendlichen, darunter den beiden Mädchen in Melun und Clermont-Ferrand.[38]
- Eine 17-jährige Jugendliche hatte sich auf Vermittlung von Kassim über Telegram mit Adel Kermiche verlobt, obwohl sich beide niemals zuvor gesehen hatten.[39]
- Am 28. Februar 2017 wurden in Brunstatt ein im Süden Frankreichs lebendes 14-jähriges Mädchen sowie in Creil und im Département Seine-et-Marne zwei weitere minderjährige Mädchen aus Kassims Netzwerk verhaftet. Das Trio nannte sich Les Lionnes („Die Löwinnen“) und wurde der Vorbereitung eines Attentats verdächtigt.[40]
- Am 1. April 2017 wurden in Nizza und Levens zwei Mädchen im Alter von 15 und 17 Jahren wegen Bildung einer terroristischen Vereinigung verhaftet.[41]
- Am 10. September 2017 wurden der 36-jährige Frédéric L. und der 47-jährige Ali M.-R. in Villejuif bei Paris verhaftet; in der Wohnung wurde ein Labor zur Herstellung von TATP vorgefunden. Auch Frédéric L. hatte im Sommer 2016 in engem Kontakt mit Kassim gestanden und damals bereits zwei Explosionstests durchgeführt, ihm war dann aber das Geld zur Finanzierung eines Attentats ausgegangen.[42]

Kassim, der sich selber auf Telegram als „Staatsfeind Nr. 1“ bezeichnet hatte, war bereits am 10. Februar 2017 in der Nähe von Mossul mittels einer US-amerikanischen Militär-Drohne getötet worden. Nach Angaben von La Chaîne Info (LCI), einem Nachrichtenkanal der TF1-Group, wurde er mittels DNA-Analyse identifiziert.
Im März 2017 wurde Kassims damals 67-jähriger Vater wegen in Briefen an die Regionalzeitung Le Progrès sowie den stellvertretenden Bürgermeister von Roanne formulierten Drohungen zu sechs Monaten Haft auf Bewährung verurteilt. Der stellvertretende Bürgermeister, der auf Nebenklage verzichtet hatte, sah ihn gegenüber der Presse als „verstörten Vater“ an. Am 16. Januar 2018 wurde ein 30-jähriger Cousin Kassims wegen Verdachts auf Bildung einer terroristischen Vereinigung in Dijon verhaftet. Gleichzeitig wurde in Roanne ein 25-jähriger Cousin Kassims wegen Verdachts auf kriminelle Verschwörung unter richterliche Aufsicht gestellt. Nach Kassims eigenen Angaben war ein weiterer Cousin unter dem Namen Abu Muthanna al-Jazairi bei Einsätzen für den IS in Tschetschenien und Afghanistan gestorben. Im Herbst 2016 hatte Kassim erklärt, seine gesamte Familie habe wenige Monate nach seiner Migration in die Levante den Kontakt zu ihm abgebrochen.

### Ideologie und Motivation
Im November 2016 gab Kassim dem Extremismus-Forscher Amarnath Amarasingam vom Londoner Institute for Strategic Dialogue ein Interview, in dem er ihm acht oder neun Audiokassetten zur Verfügung stellte. Amarasingam war im September 2016 über Dritte auf den Telegram-Kanal von Kassim gestoßen, nach einem Monat Verhandlung willigte Kassim in das Interview ein.
Kassim schien es dabei wichtig zu sein, seine Reise, besonders in Syrien, mit eigenen Worten zu erzählen, um so zu unterstreichen, einer der Helden in der Geschichte des Dschihadismus zu sein. Der Dschihadismus interpretiert gemäß Uwe Backes und Eckhard Jesse den Dschihad als religiöse Verpflichtung jedes Muslims zum gewaltsamen Kampf zur Verteidigung des Islam gegen Ungläubige. Medienberichte, wonach seine Radikalisierung mit Julien B. aus Tarare oder einem Algerienbesuch 2011 zusammenhänge, wies Kassim als unzutreffend zurück. Nach eigener Einschätzung habe er bereits im Alter von sechs Jahren zur Religion gefunden und den Dschihadismus sofort geliebt. Von der Scheidung seiner Eltern bis zu seinem neunten Lebensjahr hatte er im algerischen Oran gelebt. Während er sich dort trotz auch gefährlicher Orte stets zu Hause gefühlt habe, sei dies in Frankreich nie der Fall gewesen. Kassim habe Frankreich als Land der Dekadenz empfunden, als Beispiele führte er homosexuelle Schulleiter und Schweinefleisch als Lebensmittel an.
Nach Amarasingams Eindruck hasste Kassim Frankreich. Kassim warf dem Land vor, bei täglichen Bombardements in Syrien Krankenhäuser und Zivilisten ins Visier genommen zu haben. Er behauptete, der IS habe die Gewalt nicht begonnen: Der IS würde nur auf die Angriffe anderer reagieren; sobald Frankreich, Europa und die USA ihre Angriffe stoppen würden, würde auch der IS aufhören zu kämpfen. Auf die Frage, ob es psychisch schwierig sei, jemandem wie in Kassims Enthauptungsvideo aus dem Juli 2016 den Kopf abzuschneiden, antwortete Kassim: „Ein Tier zu köpfen, wäre schwierig, bei Feinden Allahs ist es ein Vergnügen.“

### Rezeption
Für Gilles Kepel war Kassim eine Art „Posterboy“ des Dschihadismus der dritten Generation (Generation eins war für Kepel in Afghanistan aktiv, die zweite Generation die um Osama bin Laden). Seine Spezialität sei die Kontaktanbahnung und Rekrutierung junger Leute in Frankreich, darunter auch Mädchen, über große Distanzen hinweg gewesen. Der französische Autor und Journalist algerischer Herkunft Mohamed Sifaoui schrieb: „Seine Rolle besteht darin, aufzuhetzen, zu ermutigen und zu versuchen, ein Angstklima in den sozialen Medien zu schaffen, indem er fragile und orientierungslose Menschen manipuliert, in der Hoffnung, dass sie sich dann zu Terroristen berufen fühlen. Er erreicht damit offensichtlich vor allem Heranwachsende und junge Mädchen.“ Paris Match sah bei Kassim einen von Melancholie durchtränkten „Durst nach Dankbarkeit“; seinen Weg zu beschreiben, bedeute, „die Frustrationen eines Burschen mit ungezügeltem Narzissmus aufzulisten, der sich selbstverliebt immer ein außergewöhnliches Schicksal vorstellt“. Amarasingam hatte den Eindruck, Kassim habe eine Form von Aufmerksamkeit gesucht. Er empfand ihn als arrogant und selbstzufrieden, Kassim habe sich nicht verstanden und geschätzt gefühlt.
Die Albert-Londres-Preisträger Roméo Langlois und Etienne Huver erkundeten gemeinsam mit Marina Ladous mittels Infiltrationstechnik die virtuellen Netzwerke der Dschihad-Rekrutierung durch Rachid Kassim, woraus zusammen mit dem Fernsehprogramm „Envoyé spécial“ der am 2. Februar 2017 bei France 2 sowie France 24 ausgestrahlte einstündige Dokumentarfilm „Les sœurs, les femmes cachées du jihad“ (deutsch: „Die Schwestern, die verborgenen Frauen des Dschihad“) entstand. Der Film zeigte, wie Kassim im Glauben, mit Konvertitinnen zu kommunizieren, schleichend die Journalistinnen zu manipulieren versuchte, entweder Maßnahmen zu ergreifen oder ihre Hidschra zu machen. „Eine sehr beunruhigende Erfahrung“, wie Le Monde schrieb.
Nachdem Kassim im November 2016 Amarasingam ein Interview gegeben hatte sowie sein Kanal „Sabre de Lumière“ vom Messenger-Betreiber deaktiviert worden war, mutmaßte Le Parisien, Kassim habe den Zorn der IS-Führung auf sich gezogen, weil er zu sehr „ins Licht gerückt“ sei. Der Stil seiner Nachrichten hatte sich nach Ansicht des Geheimdienstes verändert, die Informationen wirkten jetzt, als hätten sie einen Freigabeprozess durchlaufen.
In der letzten Audionachricht des damals meistgesuchten französischen IS-Terroristen Kassim, die bereits im Dezember 2016 zum Zweck der Veröffentlichung nach seinem Tod aufgenommen worden zu sein scheint, verurteilte er in einer 20-minütigen Botschaft die von ihm als „Heuchler“ bezeichneten IS-Führer dafür, ihre Kämpfer in den Tod zu schicken. Außerdem forderte er, die Witwen gefallener Kämpfer besser zu behandeln. Bereits aus dem Interview mit Amarasingam wenige Monate zuvor hatte Florian Rötzer aus den Worten Kassims geschlossen, der IS richte „sich ideologisch […] auf eine Niederlage ein“, auch Kassim würde „sich in Heroismus und unbedingter Entschlossenheit“ versuchen, wie man sie von allen Gruppen und Truppen kenne, „die mit einer schwindenden Moral konfrontiert“ würden.